# Базарни Карабулак
Базарни Карабулак (на руски: Базарный Карабулак) е селище от градски тип в Русия, административен център на Базарнокарабулакски район, Саратовска област. Населението му към 1 януари 2018 година е 9497 души.